# Sportavia-Pützer
Der Sportflugzeughersteller Sportavia-Pützer GmbH & Co. KG wurde 1964 von Alfons Pützer gemeinsam mit der französischen Société Alpavia und dem französischen Flugzeugkonstrukteur René Fournier gegründet. Zwischen 1964 und 1981 entstanden auf der Dahlemer Binz in der Eifel teilweise überarbeitete Lizenzbauten der RF 4, RF 5 und RF-6 von René Fournier. Seit 1969 befand sich das Unternehmen im Besitz der Rhein-Flugzeugbau GmbH (RFB) in Mönchengladbach. Der Flugzeugbau bei Sportavia wurde 1981 eingestellt und der Sportavia-Standort danach in das Mutterunternehmen RFB eingebunden.

## Geschichte

### Pützer Flugzeugbau (Vorgeschichte)
Alfons Pützer unterhielt in Bonn seit Ende der 40er Jahre den Holzverarbeitungsbetrieb Alfons Pützer KG, der industriell genutzte Holzmodelle und Fertigungsformen, sowie Holzbaugruppen herstellte. Den Flugzeugbau nahm Alfons Pützer bei der Alfons Pützer KG 1953 in einer eigenen Abteilung Flugzeugbau auf. Pützer-Flugzeuge wurden seit den 50er Jahren in Bonn in der Bornheimer Straße gebaut und zum Erstflug per LKW zum Flugplatz in Bonn-Hangelar gebracht. Auf dem Aerosalon 1963 in Paris wurde Alfons Pützer auf die Fournier RF 3 von René Fournier aufmerksam, die dort von der französischen Flugzeugbaufirma Alpavia von Antoine d’Assche präsentiert wurde. Pützer erhielt 1964 mehrere RF 3, mit denen er zunächst die Verkehrszulassung in West-Deutschland beim Luftfahrt-Bundesamt erwirkte und den Vertrieb der RF 3 im deutschsprachigen Raum aufnahm.
Im Oktober 1964 beauftragte Alfons Pützer seinen langjährigen Mitarbeiter Klaus Kruber mit dem Aufbau einer Zweigniederlassung auf dem Segelfluggelände Dahlemer Binz bei Schmidtheim. Ab 1965 betrieb Kruber mit Personal aus der Umgebung des Flugplatzes einen kleinen Instandsetzungsbetrieb für Pützer-Flugzeuge und betreute hier die Flugzeuge der Luftwaffen-Sportfluggruppen. Auf Grund der eingeschränkten Wachstumsmöglichkeiten in der Bornheimer Straße und des umständlichen Straßentransports der Flugzeuge nach Hangelar führte Pützer gleichzeitig Gespräche mit der Gemeinde Schmidtheim über die Komplettverlagerung seines Betriebs auf die Dahlemer Binz.

### Alpavia S.A. (Vorgeschichte)
Das französische Flugzeugbau-Unternehmen Alpavia S.A. von Antoine d’Assche produzierte seit 1963 auf dem kleinen Alpenflugplatz Gap Tallard die Fournier RF 3 von René Fournier. In erster Linie bediente d’Assche mit der Alpavia-Produktion die Nachfrage aus dem frankophonen Sprachraum. Als Alfons Pützer die Vermarktung der RF 3 im deutschsprachigen Raum ab 1964 übernahm und auch Vertriebspartnerschaften in England und Finnland entstanden, erwies sich der Produktionsbetrieb in Gap Tallard als zu klein. Da der kleine Alpenort aus verschiedenen Gründen keine Erweiterungsmöglichkeiten für Alpavia zur Verfügung stellen konnte, begann d’Assche mit der Suche nach einem Alternativstandort in Frankreich. Auf Grund der Vielzahl von kleineren Sportflugzeugherstellern in Frankreich gelang es d’Assche allerdings nicht, eine finanzielle Unterstützung bei der Ansiedelung eines neuen Betriebs durch regionale oder staatliche Stellen zu finden. Nachdem Alfons Pützer Zusagen über bundesdeutsche Fördermittel für die Ansiedelung eines Flugzeugbaubetriebs in der strukturschwachen Eifelregion auf der Dahlemer Binz erhalten hatte, entschlossen sich d’Assche und Pützer zur Zusammenlegung von Alpavia S.A. und der Abteilung Flugzeugbau der Alfons Pützer KG in einem neuen gemeinsamen Unternehmen.

### Sportavia-Pützer GmbH & Co KG (1966–1969)
Noch im gleichen Jahr gründeten Alfons Pützer und Antoine d’Assche gemeinsam mit einigen weiteren, kleineren Teilhabern in Schmidtheim die Sportavia-Pützer GmbH & Co KG. Alfons Pützer brachte in das neue Unternehmen seine Flugzeugbau-Abteilung der Alfons Pützer KG ein, während Antoine d’Assche den Produktionsbetrieb aus Gap Tallard an Sportavia abgab. Alpavia S.A. blieb als Vertriebsunternehmen weiterhin in Frankreich im alleinigen Besitz von Antoine d’Assche. René Fournier war mit Sportavia-Pützer über Lizenzvereinbarungen zum Serienbau seiner Flugzeugentwürfe verbunden und führte im Auftrag von Sportavia-Pützer Entwicklungsarbeiten durch.
Bis 1967 entstanden dann auf der Dahlemer Binz eine 1000 m² große Montagehalle, eine Werkstatthalle mit 2000 m² und eine Lagerhalle von 500 m² sowie ein vierstöckiger Büroblock. Neben der Serienproduktion wurde auch ein Wartungszentrum für René-Fournier-Flugzeuge und weitere Sport- und Motorsegler-Flugzeuge eingerichtet. Der Flugzeugbau auf der Dahlemer Binz begann bereits 1966 mit der Montage von 3 Elster B und 4 Elster C. Während die Baugruppen zugeliefert wurden, erfolgten Bespannung, Lackierung, Endmontage, Einflug und Auslieferung auf der Dahlemer Binz.
Nach der Schließung des Alpavia-Betriebs in Frankreich kamen die notwendigen Betriebsmittel zur Serienproduktion von Fournier-Flugzeugen im Mai 1966 aus Gap Tallard auf die Dahlemer Binz. Die ersten Fournier-Flugzeuge wurden im Januar 1967 auf der Dahlemer Binz montiert.
Bis Mitte der 70er Jahre entstanden auf der Dahlemer Binz vornehmlich Fournier-Flugzeuge vom Typ Fournier RF 4 und Fournier RF 5. In den ersten Jahren wurde der überwiegende Teil der Produktion an Alpavia für den französischen Markt abgegeben. Durch mehrere Wechselkursänderungen von DM zu Francs wurde der Absatz von in Deutschland gebauten Flugzeugen in Frankreich bis Ende der 60er Jahre fast unmöglich. Antoine d’Assche trennte sich daraufhin 1969 von seiner finanziellen Beteiligung an Sportavia-Pützer. Alpavia S.A. blieb allerdings noch bis zu seiner Insolvenz im Jahr 1971 Vertriebspartner von Sportavia für Frankreich.

### Sportavia-Pützer und RFB (1969–1981)
Die Anteile von Antoine d’Assche an der Sportavia-Pützer GmbH erwarb 1969 das Flugzeugbau-Unternehmen Rhein-Flugzeugbau GmbH in Mönchengladbach, mit dem der verbleibende Teilhaber Alfons Pützer schon im Rahmen der Kunststoff-Flugzeug-Entwicklung LFU 205 seit 1963 zusammengearbeitet hatte. Für die auf Metallbauweise ausgerichtete Rhein-Flugzeugbau GmbH war allerdings weniger der auf Holzbauweise spezialisierte Sportavia-Flugzeugbaubetrieb von Interesse. Von größerer Bedeutung waren die angeschlossenen Kunststoff-Werkstätten der Pützer Kunststofftechnik für den neuen Teilhaber. In den siebziger Jahren gewann Sportavia als Vertriebsorganisation auch für RFB an Bedeutung. Nachdem man bereits Ende der sechziger Jahre über den Vertrieb der RFB Sirius-Motorsegler durch Sportavia nachgedacht hatte, sollte Sportavia den mit Grumman entwickelten RFB Fanliner in Europa vermarkten. Im Wesentlichen blieben aber Fournier-Flugzeuge auch nach der Übernahme durch RFB das Rückgrat der Serienfertigung auf der Dahlemer Binz.
Nachdem die Zulassung der als reines Motorflugzeug konzipierten und auf der RF 4 basierenden Fournier RF-7 Anfang der 70er Jahre gescheitert war, entstand bei René Fournier das Holzmotorflugzeug Sportavia RF-6 in konventioneller Bauweise mit Bugfahrwerk. Über die Nutzung dieses Flugzeugs bestanden zwischen René Fournier und Alfons Pützer unterschiedliche Auffassungen. Während René Fournier die RF-6B als zweisitziges Trainerflugzeug in seiner 1974 gegründeten Avions Fournier S.A. unabhängig von Sportavia-Pützer produzierte, entwarf er für Alfons Pützer bis 1973 mit der RF-6C ein Familien-Reiseflugzeug mit zwei voll nutzbaren Sitzplätzen vorne und zwei weiteren Behelfsplätzen vornehmlich für Kinder im hinteren Teil der Kabine. Auch bei Fragen der Weiterentwicklung der bereits in Serie produzierten RF 4 und RF 5 kam es Anfang der 70er Jahre zu unterschiedlichen Auffassung zwischen Pützer und Fournier. Während René Fournier das Konzept des einfachen, effizienten Motorreiseflugzeugs verfolgte, wollte Alfons Pützer beide Flugzeugmuster mehr auf die Belange der Segelflieger ausrichten. Bei Sportavia-Pützer entstand in den 70er Jahren daraufhin ein Entwicklerstab um Manfred Küppers, der weitgehend unabhängig von René Fournier Weiterentwicklungen in Form der Sportavia RF 5B und der RFB-Sportavia RS-180 entwickelte. Mit dem Scheibe-Flugzeugbau leitete Sportavia-Pützer auf Basis der Fournier RF 4 die verbesserte Motorseglervariante Sportavia-Fournier-Scheibe SFS-31 Milan ab. Außerdem übernahm Sportavia-Pützer ab Anfang der 70er Jahre von Scheibe einen Teil der erfolgreichen Motorsegler-Produktion der Scheibe SF 25, die ein direktes Konkurrenzmuster zur eigenen RF 5 war. Durch die Vertriebspartnerschaft mit der Grumman American Aircraft Corporation verschaffte sich Alfons Pützer weitere Unabhängigkeit von den Entwicklungen René Fourniers.
Mitte der 70er Jahre war die Zusammenarbeit zwischen René Fournier und Sportavia-Pützer weitgehend zum Erliegen gekommen. Nachdem die Serienfertigung der Fournier RF 5, sowie der Sportavia-Weiterentwicklungen Sportavia RF 5B und SFS-31 ebenfalls bei Sportavia-Pützer Mitte der 70er eingestellt worden war, setzte man ab 1977 auf den kommerziellen Erfolg der aus der RF-6C bei Sportavia-Pützer weiterentwickelten RFB-Sportavia RS-180 Sportsman. Durch mehrfache Verspätungen bei der Entwicklung der RS-180 und dem Erstarken des DM-Wechselkurses erwies sich dieses Flugzeug allerdings als nahezu unverkäuflich. Etwa zur gleichen Zeit endete auch der Vertriebsvertrag mit Grumman American Aircraft im Herbst 1978 überraschend, als Grumman seine Reiseflugzeugsparte abgab. Ab 1979 verfügte Sportavia lediglich über eine RS-180-Produktionslinie, die sich allerdings als fast unverkäuflich erwies. Anfang 1981 stellt Sportavia daraufhin die gesamte Flugzeugproduktion ein. Schon 1977 hatte RFB die restlichen Unternehmensanteile an Sportavia-Pützer von Alfons Pützer erworben. Die Marke „Sportavia“ wurde 1981 vom Markt genommen. Der Sportavia-Standort auf der Dahlemer Binz wurde in die Rhein-Flugzeugbau GmbH als Zweigniederlassung Dahlem integriert.

### RFB Zweigniederlassung Dahlem (1981–1988)
In den folgenden Jahren waren vor allem die Werkstätten auf der Dahlemer Binz bedeutend, die für zahlreiche Flugzeughersteller, u. a. Airbus und Lockheed Zuliefer-Bauteile in Serie fertigte. Auch als Wartungsbetrieb für Fournier-Flugzeuge blieb die Dahlemer Binz innerhalb Rhein-Flugzeugbaus bestehen. Auch im Holz-Spezialbau war die Zweigniederlassung auf der Dahlemer Binz aktiv. Es entstanden Mockups für die Ausbildung von Kabinencrews und Holzmodellnachbauten im Originalmaßstab von Eurofightern und Hubschraubern als Ausstellungsmodelle für MBB.

### Aviostar, E.I.S. Aircraft GmbH (1988-heute)
Im April 1988 erwarb die Aviostar GmbH von Manfred Zboril die RFB-Zweigniederlassung Dahlem. Nach der Übernahme von RFB durch Albert Blum’s ABS International Anfang der neunziger Jahre wurde auch der Dahlemer Standort von ABS wieder übernommen. Als ABS Aircraft GmbH überstand das inzwischen wieder unabhängige Unternehmen auf der Dahlemer Binz den Zusammenbruch des Mutterkonzerns ABS International und der früheren Muttergesellschaft Rhein-Flugzeugbau. Bis 2014 befand sich der Unternehmenssitz der E.I.S. Aircraft GmbH noch auf der Dahlemer Binz, bevor dieser wegen Arbeitskräftemangels nach Euskirchen verlagert wurde.
Gemeinsam mit Gomolzig wurde Anfang der 90er Jahre bei ABS Aircraft GmbH noch einmal die Idee einer Weiterentwicklung und erneuten Serienfertigung der Fournier RF-9 von René Fournier aufgegriffen. Durch die Insolvenz des Mutterkonzerns ABS blieb es aber bei zwei Einzelstücken dieser Weiterentwicklung.

### Sportavia-Pützer TC-Services GmbH (2019-heute)
Die Sportavia-Pützer TC-Services GmbH wurde im Dezember 2019 in Bonn gegründet, um die formalen Voraussetzungen zur Aufrechterhaltung der Lufttüchtigkeit von Fournier-Pützer Flugzeugen sicherzustellen. Gegründet wurde das Unternehmen von Dr. Hanns-Jakob Pützer, einem der Söhne von Alfons Pützer, sowie von Christian Ludloff und Björn Simmes. Das Unternehmen tritt gegenüber der EASA seit Dezember 2020 als TC-Holder für sämtliche heute noch im Betrieb befindlichen Fournier-Pützer Motorsegler auf. Die Zulassung umfasst die Flugzeugmuster Fournier RF 3, Fournier RF 4D, Fournier RF 5, Sportavia-Pützer RF 5 B „Sperber“ und SFS 31 “Milan”. Das Unternehmen stellt sicher, dass die typenspezifische Betreuung der Halter von RF-Flugzeugen sichergestellt ist und künftig weiterhin technische Änderungen an diesen Flugzeugmustern implementiert werden können. 
Die Sportavia-Pützer TC-Services GmbH übernimmt damit die Nachfolge der TC-Holdership der E.I.S. GmbH in Euskirchen, die seit der Insolvenz ihres früheren Mutterunternehmens Rhein-Flugzeugbau GmbH Mitte der 90er Jahre die Typenverantwortung für Fournier-Sportavia-Flugzeuge übernommen hatte.

## Sportavia-Produktion
Insgesamt entstanden zwischen 1966 und 1982 bei Sportavia-Pützer 554 Flugzeuge.
Eine detaillierte Übersicht über sämtliche bei Sportavia-Pützer gebauten 413 Fournier-Flugzeuge findet man bei
Die Flugzeugproduktion auf der Dahlemer Binz begann 1966 mit der Endmontage von 7 Pützer Elster B/C (siehe oben), mit denen der Erfahrungsaufbau auf der Dahlemer Binz erfolgte. Statt der ausschließlich bei Alpavia in Gap Tallard produzierten RF 3 begann die Produktion von Fournier-Flugzeugen im Januar 1967 mit der weiterentwickelten Fournier RF 4, deren Prototypen 1966 noch bei Alpavia entstanden waren. Bis 1969 entstanden insgesamt 156 RF 4D auf der Dahlemer Binz. Unabhängig von René Fournier entstand aus einer Zusammenarbeit mit dem Scheibe-Flugzeugbau bei Sportavia die SFS-31 Milan als Nachfolgemuster der RF 4D. Hiervon entstanden zwischen 1969 und 1972 weitere 12 Flugzeuge. Zwischen 1969 und 1975 wurde auch die zweisitzige Fournier RF 5 bei Sportavia-Pützer mit insgesamt 135 Flugzeugen in Serie gebaut. Aus der RF 5 entstand bei Sportavia-Pützer die auf Segelflugbelange ausgerichtete RF 5B Sperber, von der weitere 80 Flugzeuge zwischen 1971 und 1977 gebaut wurden. Fünf weitere RF 5 bzw. RF 5B wurden als Versuchsträger unter den Bezeichnungen Sportavia S-5 und Sportavia C-1 Anfang der 70er Jahre fertiggestellt. Die letzten bei Sportavia gebauten Fournier-Flugzeuge waren die verschiedenen Varianten der RF-6 bzw. RS-180, von denen zwischen 1972 und 1981 insgesamt 23 Stück gebaut wurden. Vermutlich entstanden auf der Dahlemer Binz auch bereits zwei Bausätze der Fournier RF-7, bevor diese Entwicklung aufgegeben wurde.
Neben der Fertigung von Fournier-Flugzeugen war Sportavia-Pützer ab Anfang der 70er Jahre auch an der Lizenzfertigung der Scheibe SF-25 beteiligt, von der zwischen 1970 und 1976 insgesamt 126 Flugzeuge auf der Dahlemer Binz gebaut wurden. Nach der Übernahme der Sportavia-Anteile von d’Assche durch Rhein-Flugzeugbau war eine Vermarktung des RFB Sirius durch Sportavia in Prüfung. Da der Aufbau einer Serienproduktion des Metallmotorseglers Sirius bei der auf Holzbauweise spezialisierten Sportavia zu aufwendig gewesen wäre, wurde von einer Serienproduktion Abstand genommen. Zahlen über Verkäufe für die Grumman American Aircraft Corporation zwischen 1968 und 1977 in Europa liegen nicht vor.
Die RF-6C bzw. RS-180 war das letzte bei Sportavia produzierte Flugzeugmuster. Die Produktion wurde wegen schleppender Verkaufszahlen 1981 eingestellt. Der Standort auf der Dahlemer Binz war danach Wartungsstandort und Produktionsstätte für Flugzeugbauteile. Bei der späteren ABS Aircraft GmbH wurden Anfang der 90er Jahre auf der Dahlemer Binz noch einmal zwei Fournier RF-9 modifiziert. Die geplante Aufnahme einer Serienproduktion der ABS RF-9 erfolgte allerdings nicht.

## Flugzeugtypen

### Sportavia-Produktion
- Pützer Elster B, 3 Stück; Elster C, 4 Stück Endmontage für Pützer Flugzeugbau KG
- Sportavia RF 4D, 156 Stück, Lizenzbau der Fournier RF 4
- Sportavia-Fournier-Scheibe SFS-31 Milan, 12 Stück, RF 4-Rumpf mit SF-27 Flügel
- Fournier RF 5, 135 Stück, Lizenzbau der Fournier RF 5
- Sportavia RF 5B Sperber, 80 Stück, modifizierte RF 5 für deutschen Markt
- Sportavia S-5 und C-1, 5 Stück, Versuchsträger auf Basis RF 5 bzw. RF 5B
- Sportavia RF-6, -C, drei Prototypen, ein verbleibendes Einzelstück RF-6 (D-EASK)
- RFB-Sportavia RS-180, 20 Stück, modifizierte RF-6C
- Fournier RF-7; 2 Bausätze nach Frankreich, Kunstflugzeug aus RF 4D, ging nicht in Serie
- Scheibe SF-25B/C Falke, 126 Stück für Scheibe-Flugzeugbau
- Sportavia P.68 Observer, Einzelstück, Umbau Partenavia P.68B in Version „Observer“, Vollsichtkanzel (wurde später von Partenavia S.p.A. und heute Vulcanair in Serie übernommen).

### Sportavia-Projekte
- Sportavia HLMS – Studie Hochleistungsmotorsegler von 1969
- Sportavia Leisetransporter – Taktischer Transporter für 7 Personen von 1976
- Sportavia RPV – Remote Piloted Vehicle, Drohnen-Entwurf von 1976
- Sportavia MS-75, MS-II – Motorsegler-Entwicklung von 1973–1976

### Sportavia-Vertrieb
- Fournier RF 3, Vertrieb für Alpavia als Pützer Flugzeugbau KG
- Fournier RF-6B, Deutschland-Vertrieb für Rene Fournier
- Fournier RF-8, geplanter Vertrieb für Avion Fournier
- Grumman AA-1 Yankee, AA-1B Trainer/TR2, AA-5A „Cheetah“, AA-5B „Tiger“, Europa-Vertrieb für American Aircraft bzw. Grumman American
- Partenavia P.68 „Victor“, P.68C, -TC, P.68 „Observer“

### Eigentümer
- Société Alpavia
- Alfons Pützer KG
- Rhein-Flugzeugbau
- ABS International

### Personen
- Alfons Pützer (Gründer)
- Antoine d’Assche (Gründer)
- d'Otreppe (Teilhaber)
- René Fournier (Konstrukteur)
- Klaus Kruber (Betriebsleiter)
- Manfred Küppers (Leiter Entwicklung)